# Дулёвский фарфоровый завод
Дулёвский фарфоровый завод, производственный кооператив «Дулёвский фарфор» — крупнейшее российское предприятие по производству посуды, скульптурных и сувенирно-подарочных изделий из фаянса и фарфора. Расположено в городе Ликино-Дулёво Орехово-Зуевского района Московской области.

## История
Основано в 1832 году купцом Терентием Яковлевичем Кузнецовым (сыном Якова Кузнецова) в пустоши Дулёво (с 1937 г. город Ликино-Дулёво Московской области). За первые 20 лет работы предприятие стало одним из ведущих производителей фарфоровых изделий в России. В 1864 году, наследником завода становится Матвей Сидорович Кузнецов (сын Сидора Терентьевича и внук Терентия Яковлевича), во времена управления которого предприятие достигает наибольшего своего развития. С 1887 года дулёвский завод входит в основанное Матвеем Кузнецовым Товарищество производства фарфоровых и фаянсовых изделий. Изделия завода в этот период отличаются технически безупречным исполнением.
Ко времени расцвета завода в Дулёво основными покупателями на рынке фарфора были крестьяне, которым был нужен дешёвый, скромно расписанный товар; заводской разночинный люд, который желал фарфор средней цены. Купечество предпочитало фарфор ярко и богато оформленный. И, конечно, выпускался фарфор для аристократов, стилизованный под западный. Учитывались также национальные особенности рынков сбыта, например, восточный.
Многие из работавших на заводе в то время женщин-живописцев носили красивое русское имя Агафья, и почти все они были творцами новых вариаций розанов. Как гласят предания, часто Агафьи писали свои розаны по фарфору не кистью, а просто пальцем. Писали лихо, броско, под аккомпанемент плывущих по цеху грустных и весёлых песен. Тогда-то впервые и появились непосредственные привлекательные рисунки, названные по имени художницы Агафьи "агашками". Это и есть истоки народного художественного творчества - от всего сердца, от души и с любовью нанесен на предмет каждый мазок.
40-е - 50-е годы XIX века были творческой весной молодого завода, временем расцвета народных мотивов в росписи посуды. В этот период утверждались лучшие традиции дулёвского фарфора, глубоко народного и русского.
Существенное развитие завод получил в период управления Матвеем Сидоровичем Кузнецовым. Цеха завода были оснащены новым оборудованием, привезенным из Франции. Завод выпускал изысканные сервизы, которые использовались при российском императорском дворе, а также недорогую, доступную посуду.                 
К концу XIX века Кузнецовы создали фарфоровую империю, годовой оборот которой составлял 75% дохода всей российской фарфорово-фаянсовой промышленности. В 1902 году М.С. Кузнецов был включен в почетный список поставщиков Двора его Императорского Величества. Стипендиаты Кузнецовых были в Строгановском училище и в школе Общества поощрения художников.

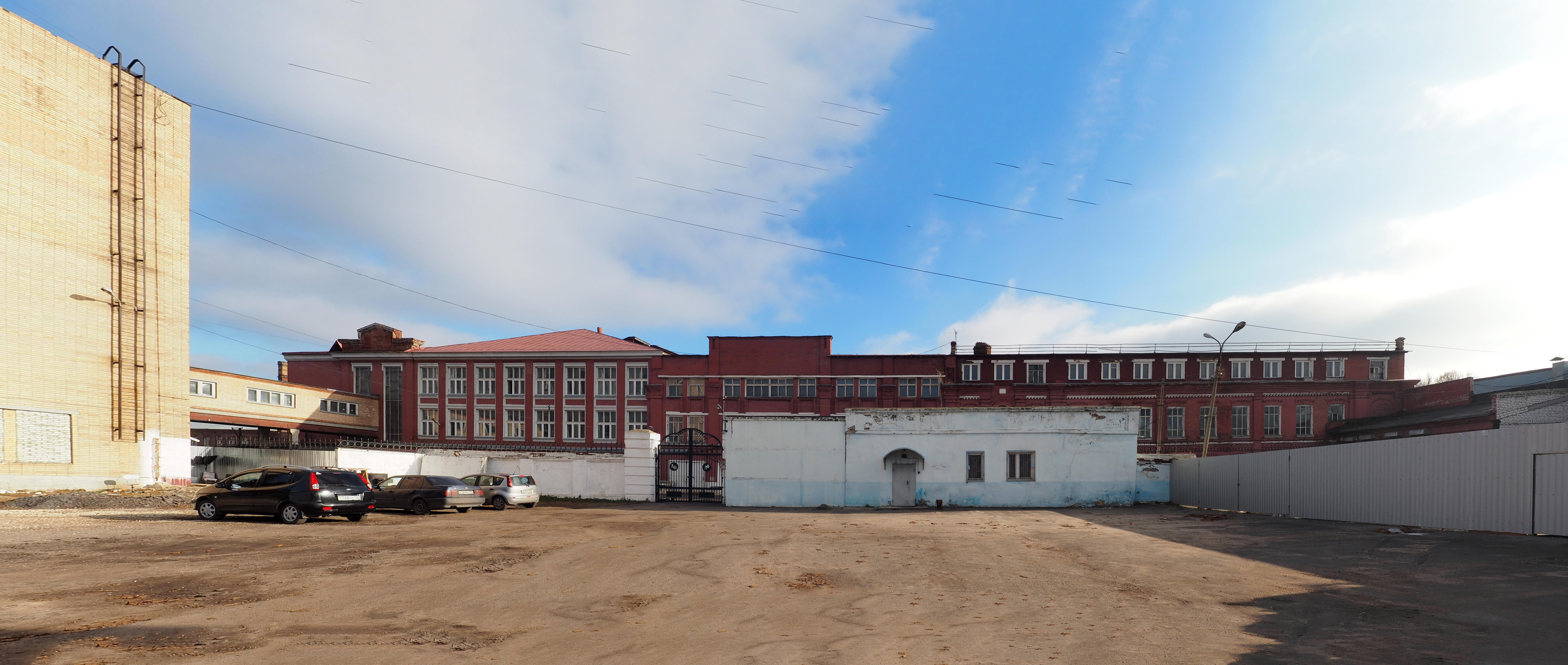
Дореволюционное здание Дулёвского фарфорового завода

Помимо традиционной ручной дулевской росписи: веселых, радующих глаз красок, яркой позолоты, -  в декорировании посуды широко использовались только появившиеся тогда механические способы нанесения рисунка. Применение «машинного» декорирования грозило снижению художественного уровня изделий, но Кузнецову удалось этого избежать. В рисунках механическая печать дополнялась ручной дорисовкой, что придавало им ярко выраженный традиционный характер.
Для реализации своих замыслов Кузнецов приглашал на работу известных русских художников. Некоторое время на заводе работал М.А. Врубель. Фарфор, который производил завод в то время, экспортировался за пределы Российской Империи, он был известен даже в Персии и в Афганистане.    
В 1918 году после Октябрьской революции завод был национализирован и переименован в Дулевский фарфоровый завод имени газеты Правда. Тот период привнес новое в стилистику дулевского фарфора. В качестве декора на изделиях размещались революционные символы страны. Художественное оформление фарфора было построено на динамике композиций с использованием ярких, контрастных цветов, изображений советских лозунгов и эмблем, символизирующих революционное обновление жизни. Но большая часть массовой продукции декорировалась в соответствии с самобытными народными традициями по старым образцам. Большую роль в творческой жизни предприятия, а также в качестве воспитателей молодых кадров играли тогда такие мастера как И.Г. Коньков, Х.С. Салин, Ф.Ф. Маслов, В.П. Мысягин, А.И. Прохоров. Благодаря им укреплялись исконно народные традиции дулевского фарфора. К обновлению и расширению производства приступили только в 30-е годы. С этого времени начинается постепенное превращение Дулево в подлинный центр фарфора. Большая роль в преобразованиях принадлежит яркому, выдающемуся мастеру П.В. Леонову, который более 40 лет являлся главным художником завода. В основе его творчества лежали также народные традиции. П.В. Леонов сумел вдохнуть в творческий коллектив завода особую жизнерадостность и оптимизм.
В советский период (1918—1991 гг.), на заводе работали более 6500 человек. В это время завод был реконструирован, при нём образованы красочный завод, художественная лаборатория (1932 г.); цеха механизированы. Выпуск изделий по сравнению с 1913 г. возрос в 3 раза и составил около 75 млн фарфоровых и фаянсовых изделий в год.
С начала 1930-х гг. повысился художественный уровень изделий: сервизы с росписью П. В. Леонова, новые формы сосудов О. М. Мухигули, А. В. Строчилина, а также декоративные скульптурные композиции и фигурки А. Г. Сотникова, П. М. Кожина, О. М. Богдановой. В это время с заводом сотрудничали известные художники: Аникин С. Г., Коньков И. Г., Леонов П. В., Маслов Ф. Ф., Медведев С. Е., Мухигули О. М., Прохоров А. И., Строчилин А. В., Яснецов В. К.; и скульпторы: Богданова О. М., Бржезицкая А. Д., Гатилова Е. И., Кожин П. М., Малышева Н. А., Сотников А. Г., Чечулина Г. Д.
Успех сопутствовал Дулево на Всемирной выставке в Париже (1937г.), где заводу был присужден Диплом Гран-при, а рисунок «Красавица» Петра Васильевича Леонова, выполненный в национальных традициях, получил золотую медаль. Этот рисунок сегодня – визитная карточка завода.
Во время войны велась работа для фронта. Выпуск обычной посуды резко сократился. Завод выпускал изоляторы, аптекарскую и госпитальную посуду. Но и во время войны не смолкала муза художественного фарфора. В 1942 году знаменитая ваятельница В.И. Мухина исполнила скульптурный портрет «Партизанка», посвященный молодым героям войны. В конце 1943 года скульптор А.Г. Сотников начал работу над большой, более метра в высоту, декоративной вазой «Победа». Она была закончена в 1944 году. Художник И.Г. Коньков увековечил в декоративной вазе «Знамя Победы» салют Москвы.
После войны постепенно налаживалась работа завода, а в 1950 году завод по объему продукции достиг довоенного уровня. В эти годы завод выпускал продукцию двух направлений. Одна часть – высокохудожественный фарфор, другая – столовая и чайная посуда для массового потребления, выполненная в традициях народного искусства, к которому всегда обращались художники. В эти же годы в Дулево приходит целая плеяда одаренных художников-пластиков: А.Д. Бржезицкая, Н.А. Малышева, О.М. Богданова, Е.И. Гатилова, Г.Д. Чечулина. Именно тогда на заводе были созданы уникальные образцы скульптуры, составляющие гордость дулевских фарфористов.
Завод увеличивал выпуск посуды, с большим успехом выступал на выставках. Триумфом стало участие завода во Всемирной выставке в Брюсселе в 1958 году. Жюри выставки наградило Дулевский завод золотой медалью, а все работы художников и скульпторов, представленные на ней, получили награды разного достоинства. Медали Гран-при была удостоена работа скульптора Алексея Георгиевича Сотникова «Сокол». Впоследствии графическое изображение этой скульптуры стало торговой маркой завода.
К концу 1950-х годов дулевцы постепенно переходят к наметившейся ещё в предвоенные годы манере росписи своих изделий, в которой отчетливо нарастает декоративно-эмоциональный момент. Нельзя не принять во внимание влияние творчества П.Леонова, и в частности его знаменитого чайного сервиза «Золотой олень» (1958). Так наметилось новое направление развития Дулевского завода — путь широкого использования в росписи мотивов русского фольклора и народного орнамента, яркой контрастной палитры, с преобладанием столь характерных для дулевского фарфора оранжево-красного (селенового), зелёного и синего цвета. В это время на Дулевском фарфоровом заводе работали талантливые живописцы и скульпторы П. Кожин, В. Колосов, В. Яснецов, А. Сотников, Т. Воскресенская, Б. Крейцер, работы которых успешно экспонировались на международных выставках.
В 60-е годы в дулевском фарфоре появляется и совершенно иная манера декорирования. В таких чайных сервизах, как «Нежный» (роспись Кукушкина, 1964), «Клетчатый» (роспись С. Аникина, 1966), «Золотая птица» и «Виноград» (роспись В. Колосова, 1967) чувствуется стремление оттенить белизну фарфора мягкими пастельными тонами росписи, золотой обводкой, простым геометрическим рисунком. Это был своеобразный художественный противовес той чрезмерной «записанности» дулевского фарфора, которая наблюдалась в предшествующие годы. На Дулевском заводе, несмотря на преобладание идей минимализма, приоритетной оставалась русская национальная стилистика: яркая, сочная живопись, широкий мазок, крупные формы, берущие начало в XIX веке.

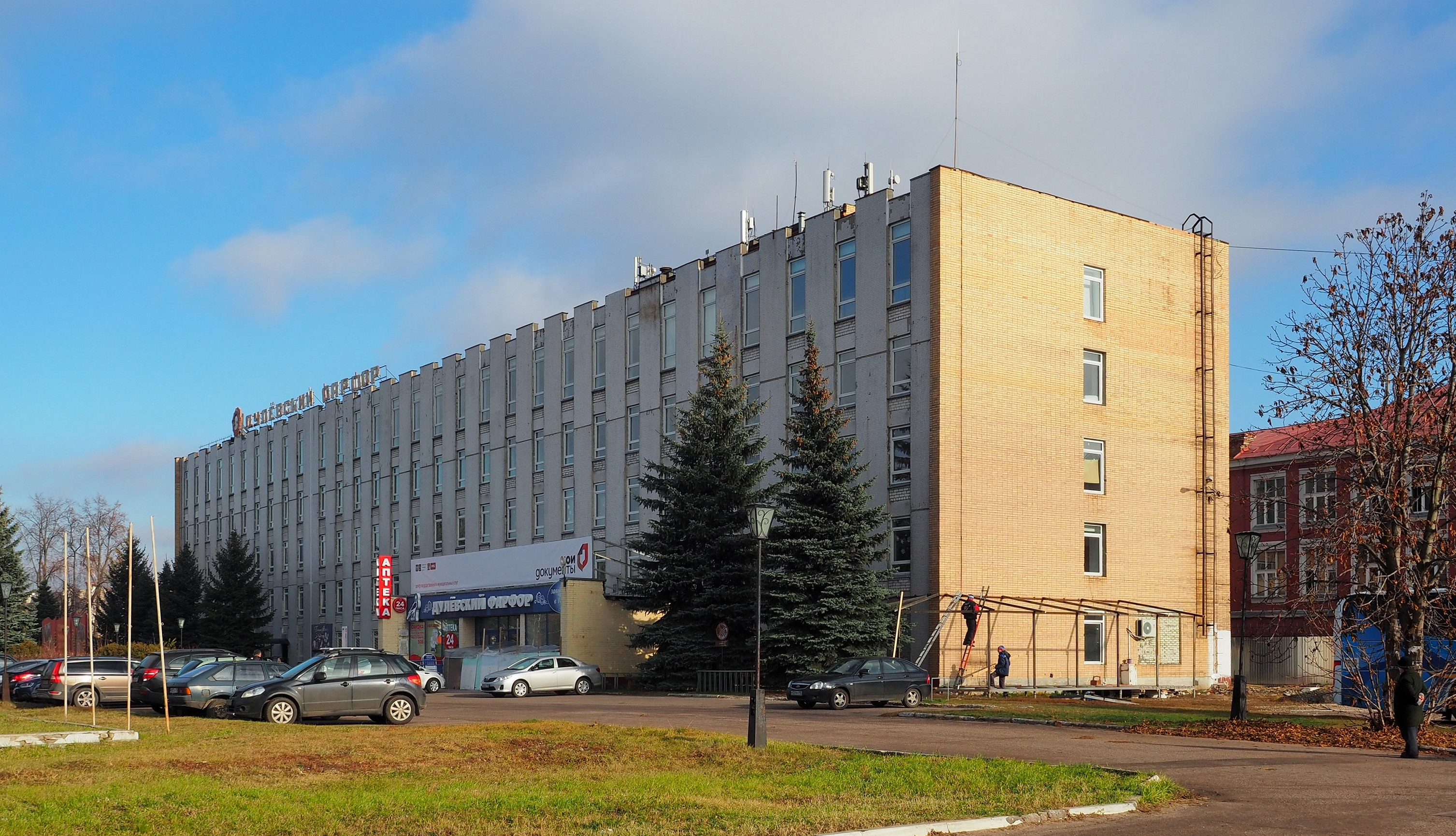
Советское здание конторы завода

В 70-е годы особо выделяется творчество Владимира Яснецова — художника большого живописного дарования лирического склада. Он украшает сервизы этюдами русской природы, покрывает блюда полевыми цветами.
В постсоветский период, начиная с 1991 года, завод находился в собственности трудового коллектива. В эти годы главным художником предприятия была заслуженный художник РСФСР Наталья Николаевна Ропова. Её личным вкладом в творческую жизнь завода стало сохранение традиций дулевского письма по фарфору. Новое поколение художников Дулева, опираясь на традиции промысла, находило новые пути воплощения своих творческих замыслов. Среди них А.А. Карпов, В.С. Ропов, И.Н. Силкин, М.Л. Безенкова, В.В. Ширина, М.В. Яснецова, О.П. Коришева, И.А. Шапкина, В.А. Звягин. С начала 2000 годов, имея хорошую базу для выпуска изделий НХП, завод начинает активную работу в этом направлении. Уже в 2006 году часть изделий, выпускаемых предприятием, получила статус изделий народных художественных промыслов признанного художественного достоинства. 
В 2012 году завод перешёл в частную собственность. Под руководством новых собственников предприятия Живцова Эдуарда Николаевича и Безденежных Вадима Валерьевича была проведена масштабная реконструкция и модернизация производства. Было закуплено  современное высокопроизводительное оборудование для формования и литья изделий, новые печи периодического и непрерывного действия производства Чехии и Франции, которые позволили получать фарфор с высокой белизной, сократив при этом в несколько раз затраты природного газа и продолжительность цикла обжига изделий. Внедрение нового оборудования потребовало коренной реконструкции инженерной инфраструктуры производства фарфора, организации труда работников, оптимизации технологического процесса. Всё это позволило значительно увеличить производительность труда, вывести на современный уровень условия труда и культуру производства и получить на выходе фарфор, отвечающий современным требованиям качества и являющийся достойным конкурентом ведущих мировых марок фарфоровой посуды и художественного фарфора. Между тем,техническая модернизация производства продолжается. В 2018 году была закуплена в ФРГ новая глазуровочная машина «Триплекс»,  позволяющая получать изделия с ровным розливом глазури. 
В июле 2017 году «Дулевский фарфор» стал официальным сублицензиатом ФИФА в части выпуска фарфоровой сувенирной продукции с символикой Чемпионата мира по футболу 2018 г. В декабре 2017 года первые партии изделий «Дулевского фарфора» с символикой ЧМ-2018 поступили в продажу. А к началу ЧМ-2018 лицензионные сувениры, выпущенные «Дулевским фарфором», можно было увидеть во всех фирменных брендированных магазинах ФИФА в Москве и других городах проведения ЧМ-2018 в России.
Завод является самым крупным заводом России по выпуску фарфора. В целях расширения рынков сбыта предприятие постоянно принимает участие в федеральных оптовых ярмарках, в выставках- ярмарках народных художественных промыслов России.

## Художественно-стилевые особенности
Характерным элементом росписи на посуде дулёвского завода является так называемая «агашка» — цветок, напоминающий розу. Самый излюбленный узор — яркая роза с круглыми лепестками называется «агашка». Она выполняется особой раскладкой кисти, крупными мазками. Используют также и тонкую кисточку, но серединку не прорисовывают, только лепестки. Это название произошло от имени автора — художницы завода Агафьи Степановны Кустарёвой, в работах которой агашки встречались наиболее часто и выглядели особенно выразительными и интересными.

## Дулёвские фарфористы
Леонов Пётр Васильевич

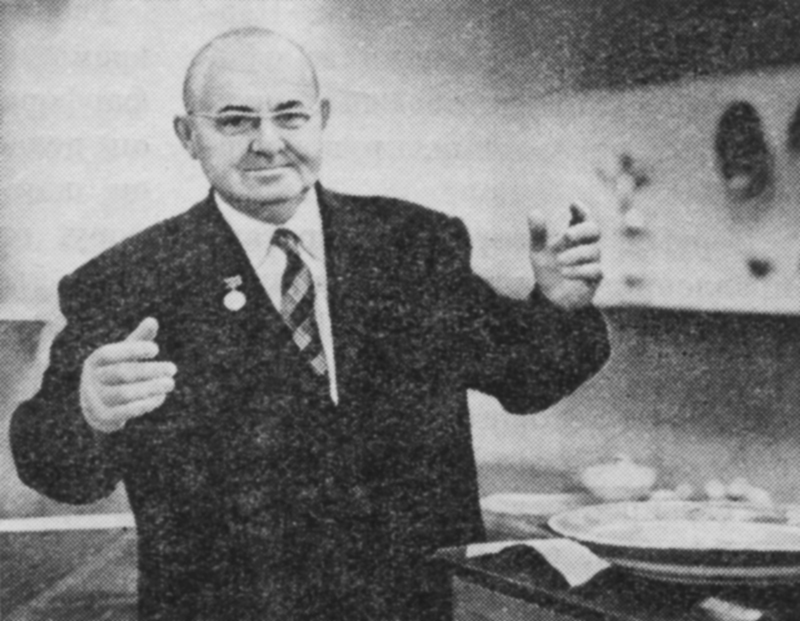
Ведущий художник завода Петр Васильевич Леонов на экспозиции своей выставки, 1969 год

С 1931 по 1980 год (с перерывами на работу в других городах с 1941 по 1950) работал главным художником Дулевского фарфорового завода, ведя серьезную творческую, педагогическую и организационную деятельность. Личное творчество П. В. Леонова в большой степени определяло художественное лицо завода и направление творческой деятельности коллектива художников. Оно раскрывалось во всем его творчестве, отличавшимся большим разнообразием и новых созданных им формах посуды и декоративных вещах и в ярких, необычайно сочных и смелых по цвету произведениях последнего периода, где он отказывается от цветовых росписей, оставляя фарфор белым. Росписи П. В. Леонова всегда интересно орнаментально решены, динамичны и темпераментны. Они оригинально сливаются с формой и назначением вещей. Мастер прекрасно знает, чувствует и любит материал. Он глубоко понимает и претворяет в своих произведениях национальное своеобразие русского декоративного искусства. П. В. Леонов был постоянным участником отечественных и зарубежных выставок. Награжден Большими золотыми медалями на Всемирных выставках в Париже (1937 г.) и в Брюсселе (1958 г.), почетным дипломом на Международной выставке керамики в Праге (1962 г.).
Сотников Алексей Георгиевич

Ведущий скульптор завода Сотников Алексей Георгиевич

С 1934 по 1968 годы работал штатным художником и скульптором на Дулёвском фарфоровом заводе. С 1937 года начал участвовать в выставках. В том же году был удостоен золотой медали на Всемирной выставке в Париже за фарфоровую работу «Ягнёнок». В 1940-е годы участвует в ВОВ в 95-м стрелковом полку, как военный художник. В 1958 в Бельгии получил Гран-при на Международной выставке в Брюсселе за работы «Сокол», «Курица».
В 1962 году его работа «Сокол» стала эмблемой, логотипом и клеймом Дулёвского фарфорового завода. На заводе выполнялись его работы в плане декоративно-монументального искусства: вазы крупных размеров, фонтаны. Сотников был автором многочисленных форм декоративных и утилитарных изделий, анималистической и жанровой настольной скульптуры. Вместе с учителем В. Е. Татлиным Сотников реализовывал новую концепцию формообразования: от материала, и шире — от природы — к форме. Этот принцип много лет лежал в основе работы скульптора на Дулёвском фарфоровом заводе.
Яснецов Владимир Климентьевич

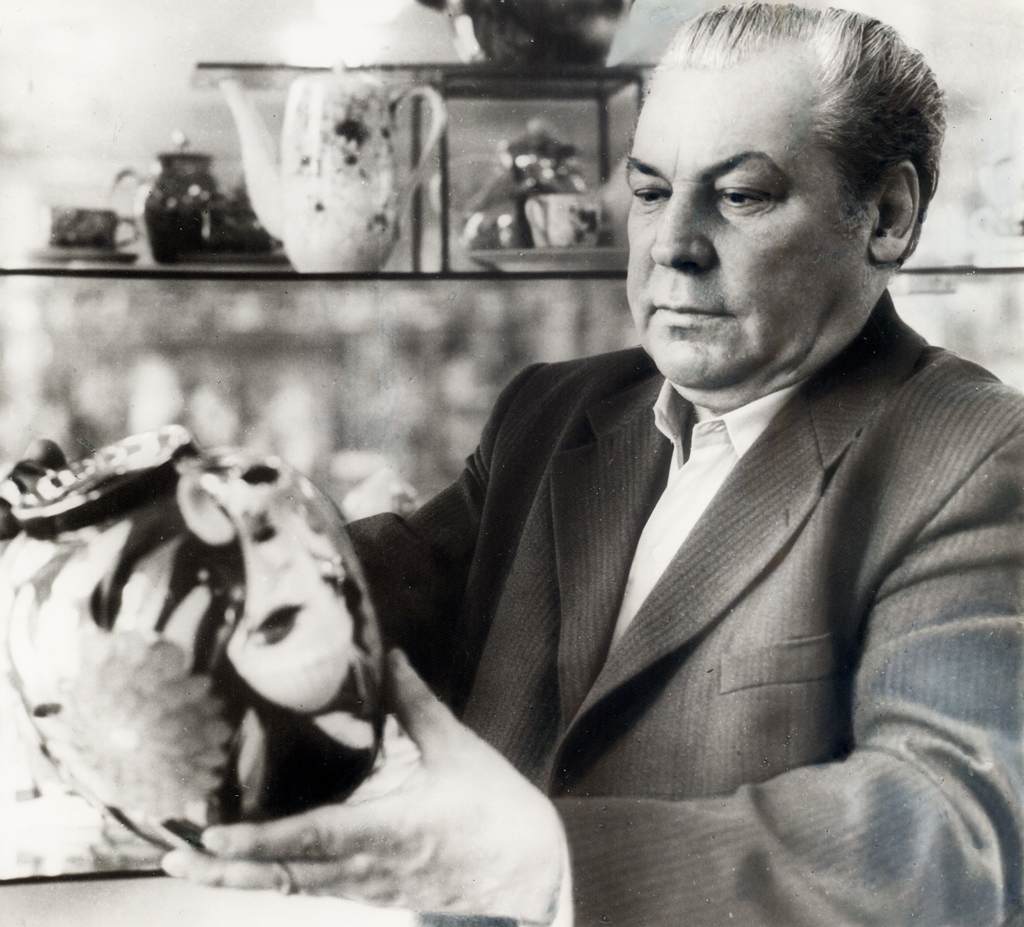
Ведущий художник завода Владимир Климентьевич Яснецов

Начал работу на заводе в 1950 году, не зная в свои двадцать пять лет иной школы, кроме жизненной, и помощи учителя, который поставил бы его глаз и руку. Он из числа тех художников, начало жизненного пути которых было предопределено войной. Отсутствие у него профессионального образования — одно из её следствий. Но несмотря на это Владимиру удалось стать выдающимся художником. Уже свои первые работы 1951—1952 годов Владимир подписывал своим полным именем.
Квалификацию художника Владимир получил в художественной лаборатории завода, где учился у П. В. Леонова. У Владимира уже в первых работах ощутима драматическая контрастность цвета. В яснецовской палитре обязательны контрасты. Кажется, что они в его мироощущении. Глубина темного кобальта и красные ягоды сразу устанавливает напряжение, возникающее между изображением и фоном. Среди первых работ едва ли не самая совершенная роспись 50-х годов — «Кизил». А в 60-х годах Владимиром были придуманы и сделаны рисунки, которые до сих пор на заводе среди самых массовых — «Ивушка», «Розовая сирень», «Осенняя ветка». Быстрота и несложность исполнения делала их чрезвычайно популярными в живописных цехах. Изюминка этих рисунков в том, что у них очень простая техника росписи.
В течение почти двух десятилетий Яснецов сохранял за собой место самого способного художника, а фарфоровые роза-агашка и виноград у Владимира были более артистичны, чем у других художников завода. С конца 1960-х годов в фарфоре Яснецова утверждается новый масштаб живописно-изобразительных единиц — мазка и цветка, и нарастает мятежность кисти. Все более экспрессивными делаются отношения между изображением и фоном. Произведения художника находятся в Государственном музее керамики и «Усадьбе Кусково XVIII в.» (г. Москва), Загорском историко-художественном музее-заповеднике (г. Сергиев Посад), Музее Дулёвского фарфорового завода (г. Ликино-Дулёво).
Бржезицкая Аста Давыдовна

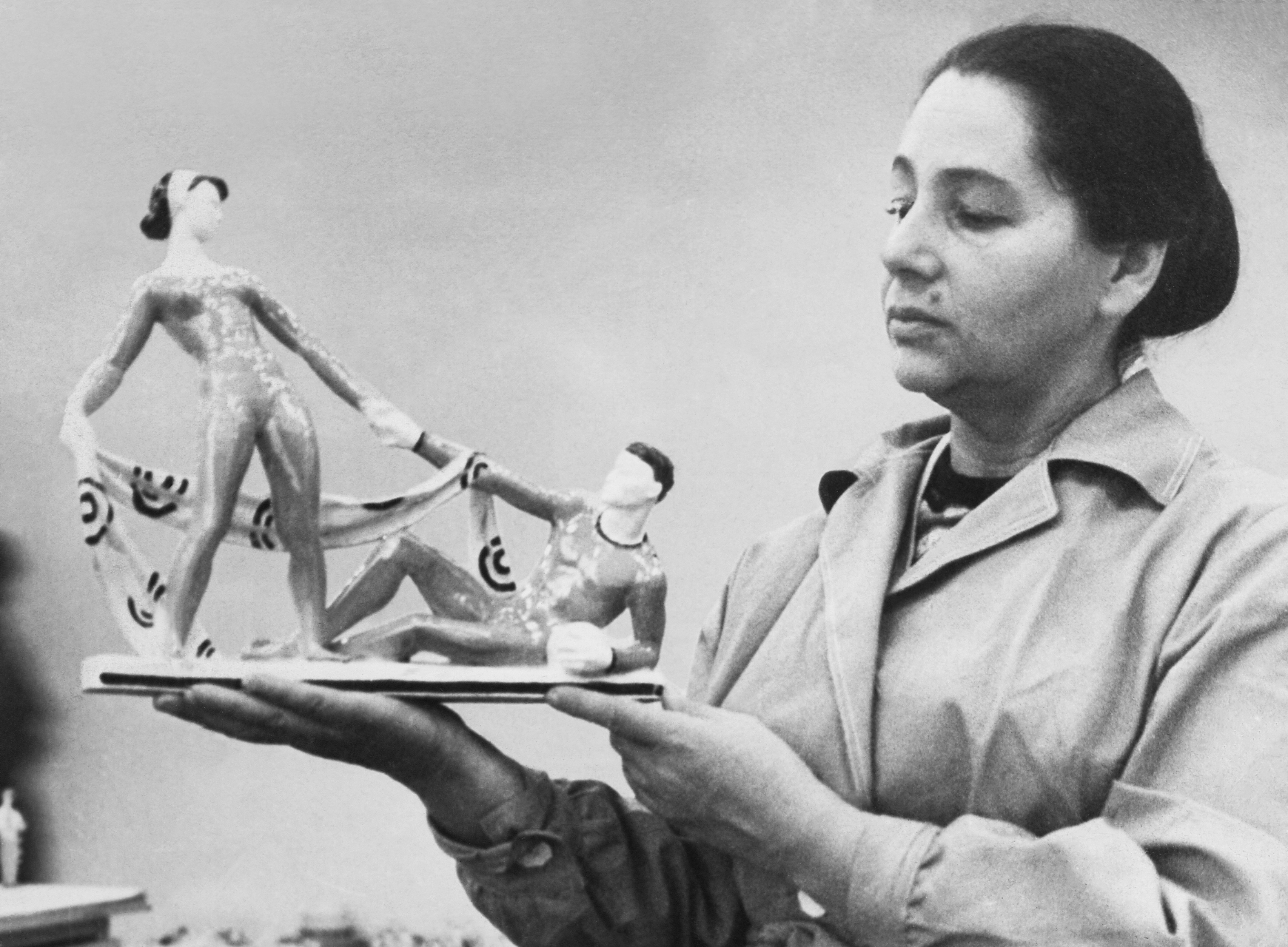
Скульптор Бржезицкая Аста Давыдовна

Работала штатным скульптором на заводе с 1945 по 1985 год, автор более пятисот работ, в том числе серия посвящённая заводу — «У нас в Дулеве» (1972—1973), в 1973 году руководитель цикла работ «Советские социалистические республики» («Шестнадцать республик») в рамках Государственного заказа по подготовке к ВСХВ, в 1958 году отмечена Бронзовой медалью Международной выставки в Брюсселе.
Работы находятся в Государственной Третьяковской галерее (Москва), Государственном Русском музее (Санкт-Петербург), Музее керамики и усадьбе «Кусково», Всероссийском музее декоративно-прикладного и народного искусства (Москва), московских театрах, в художественных и литературных музеях в России и Латвии, а также в частных коллекциях в России и США.
Богданова Ольга Михайловна

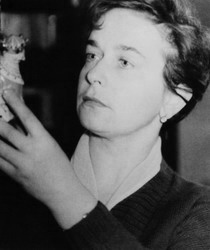
Скульптор Богданова Ольга Михайловна

Работала скульптором на заводе с 1951 по 1982 год. Она искусно создавала модели жанровых скульптур на тему счастливого детства, современной жизни, по мотивам русских сказок и уральских сказок П. П. Бажова. Наиболее удачными своими работами считала «Маленькую хозяйку», «У моря», скульптурный кувшин «Кот».
Ольгу Михайловну интересовала область декоративной скульптуры малых форм. Её творчеству свойственна большая поэтичность, душевность и благородство. Выразительность образов достигалась скульптором очень сдержанными средствами. Большую роль в этом играло тонкое понимание декоративных свойств материала. Некоторые работы скульптора выставлены в коллекциях ВМДПНИ (г. Москва), ГМК «Кусково» (г. Москва), Музее Дулёвского фарфорового завода, Тверской областной картинной галерее.

## Монограммы
Ниже представлены монограммы и знаки художников завода.

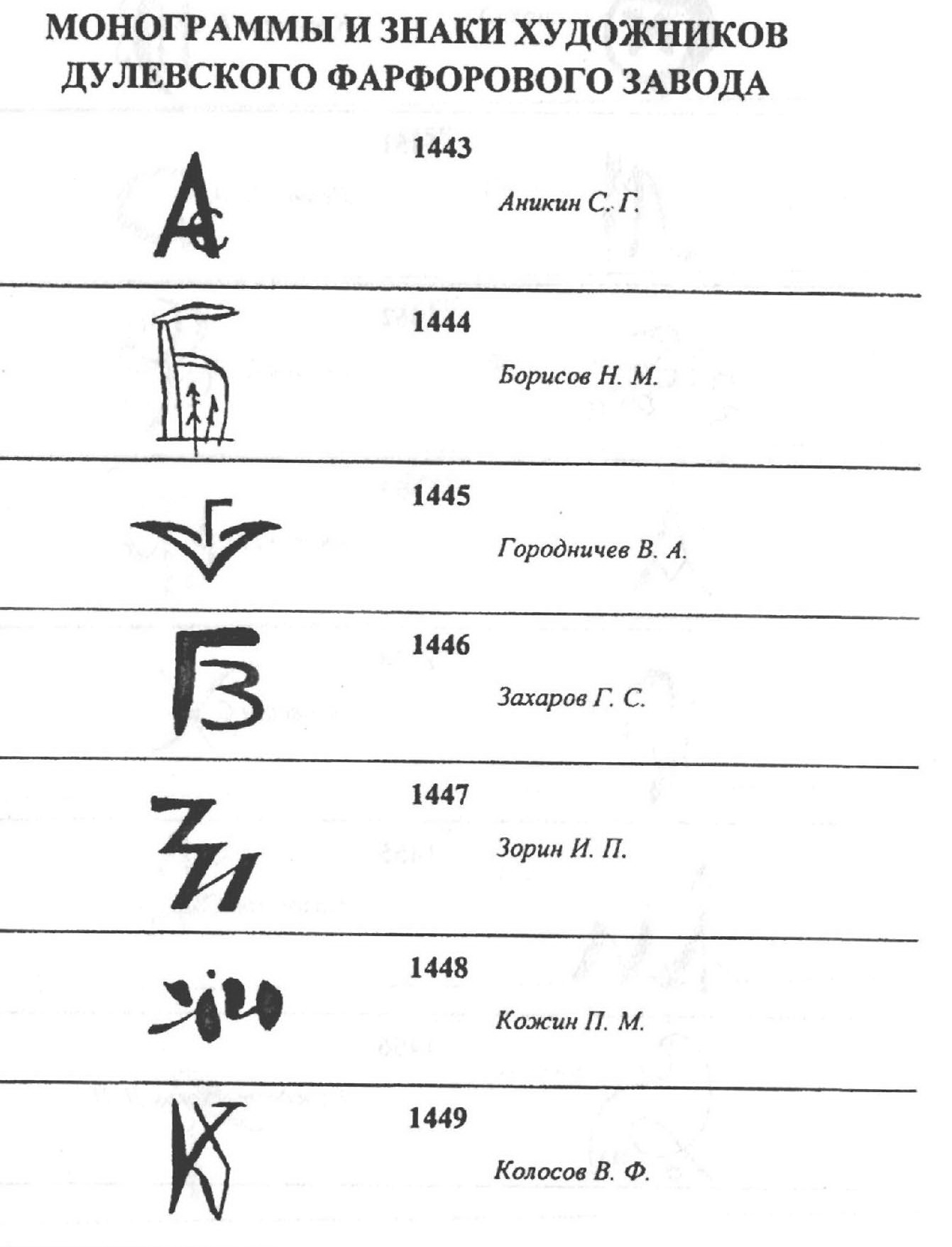
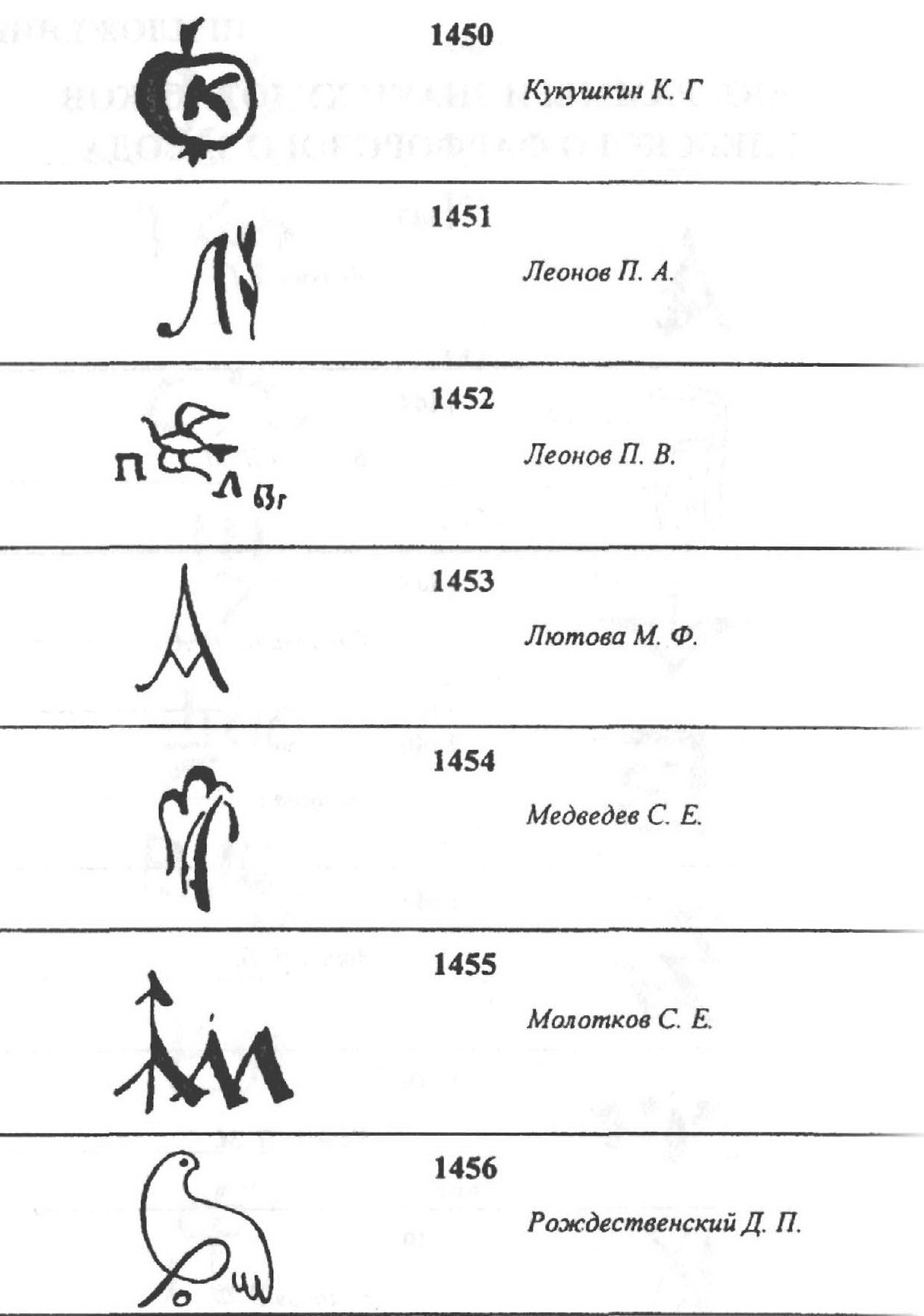
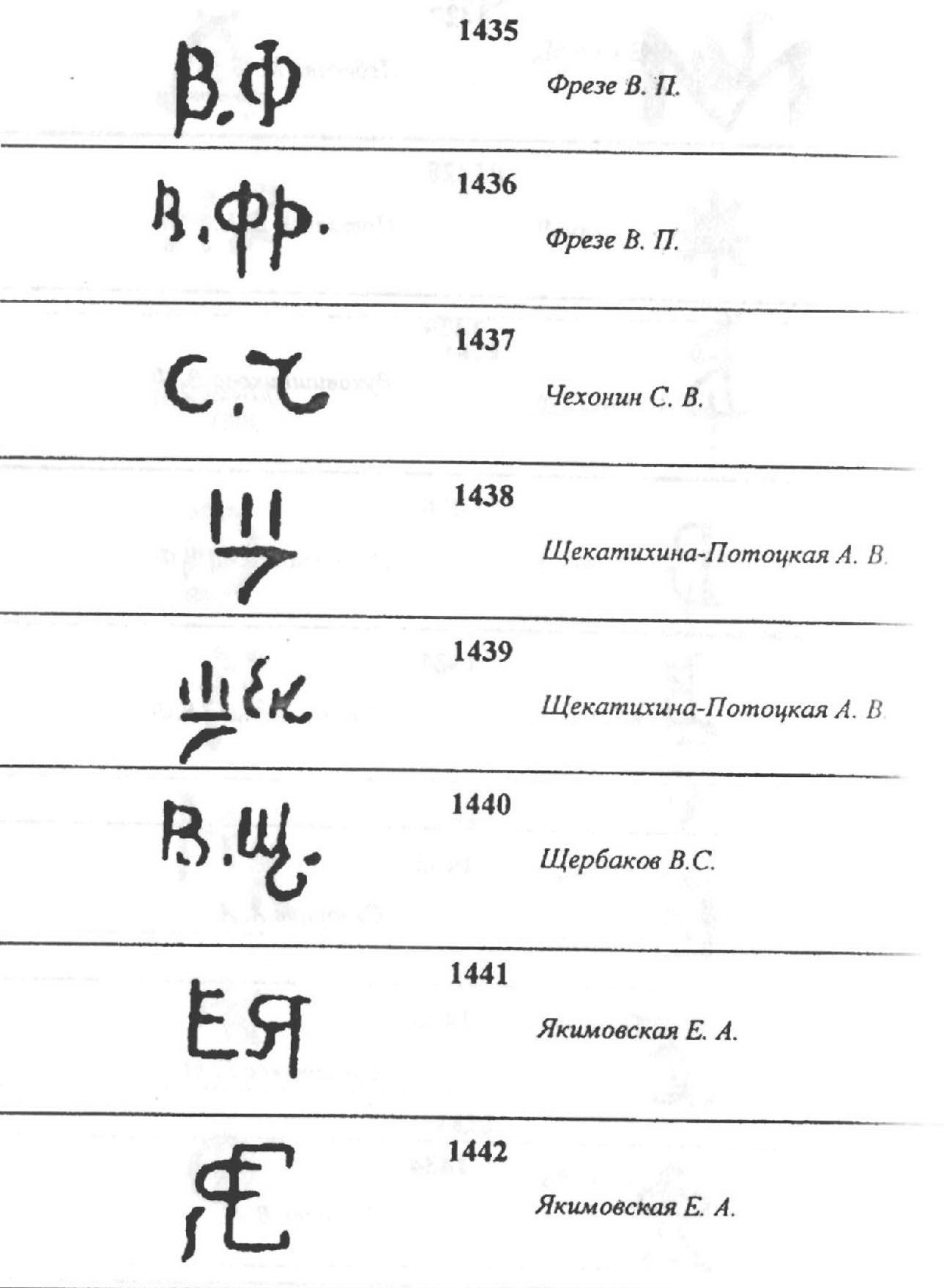
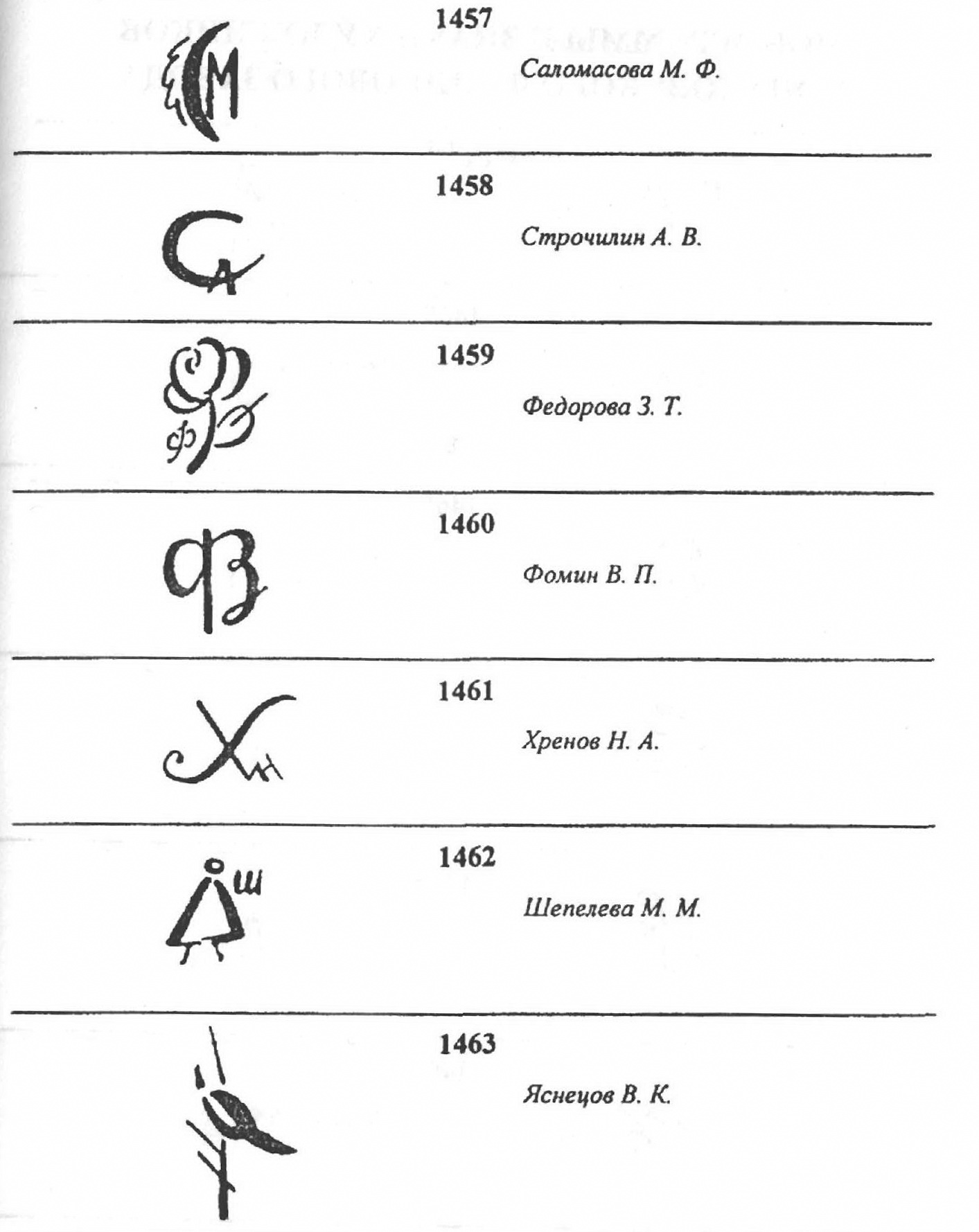

## Клейма
Самое ранее из известных является вдавленное в фарфор или фаянс клеймо «ЗК».

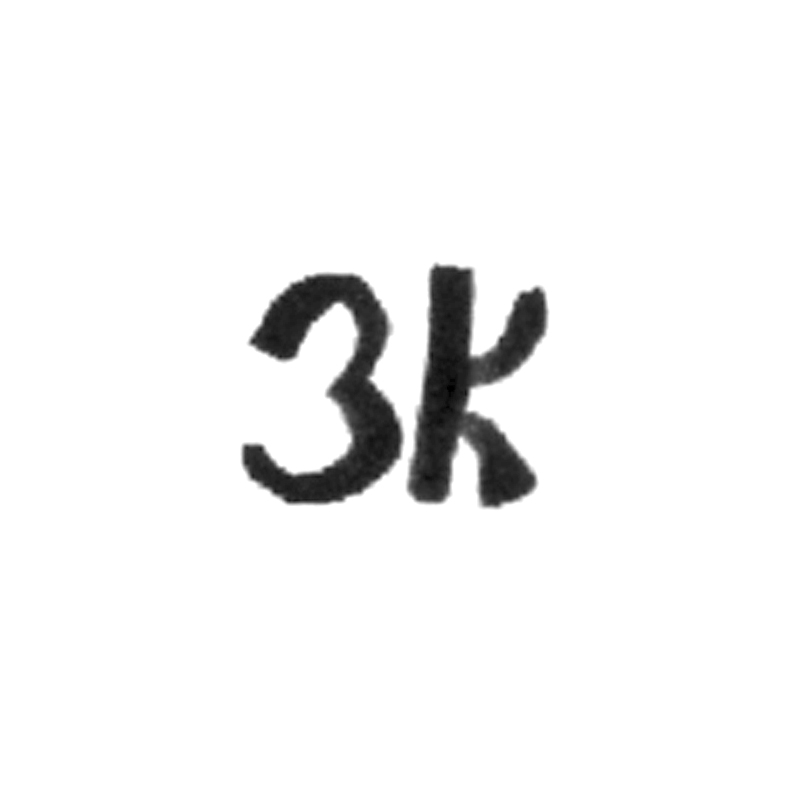

Клейма периода управления заводом Сидора Терентьевича Кузнецова были кобальтовые.

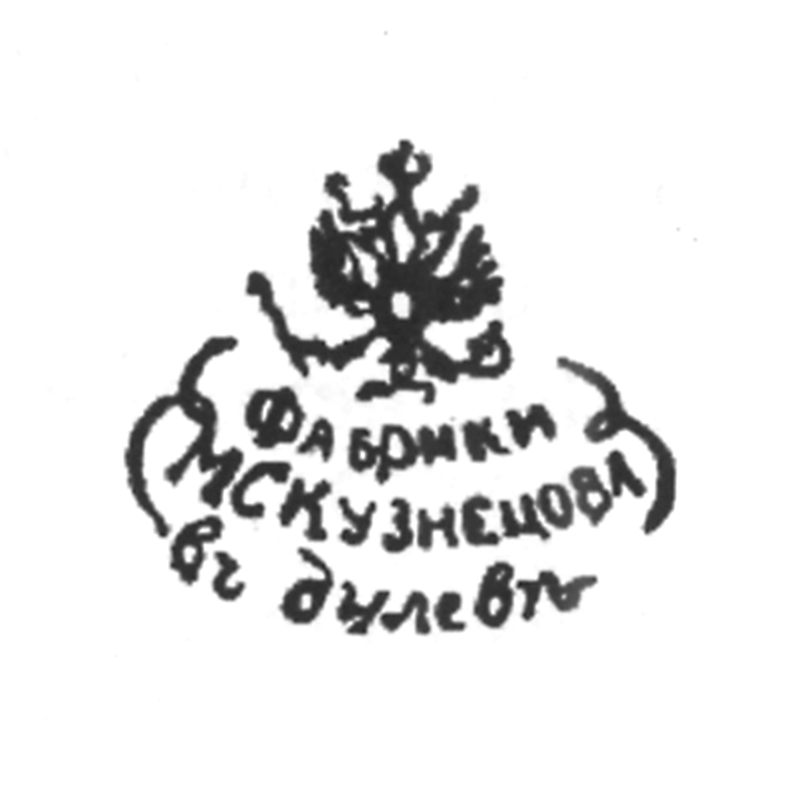
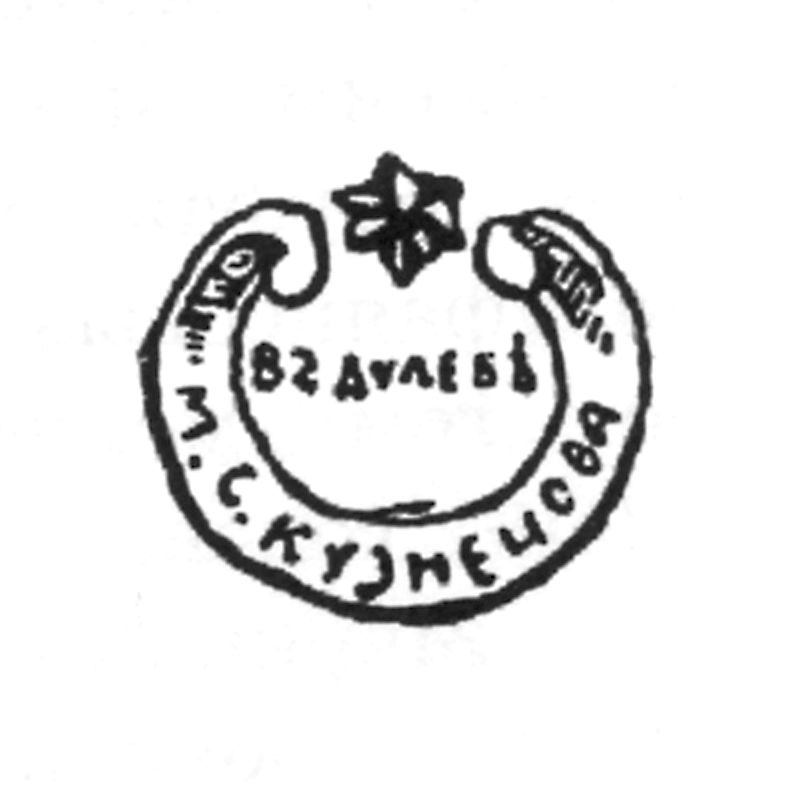
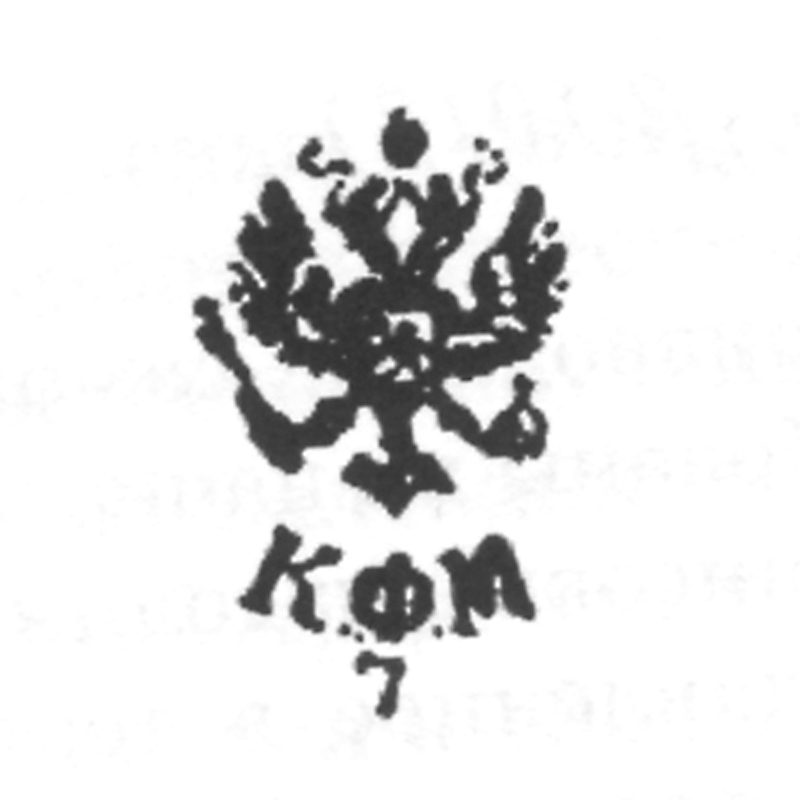
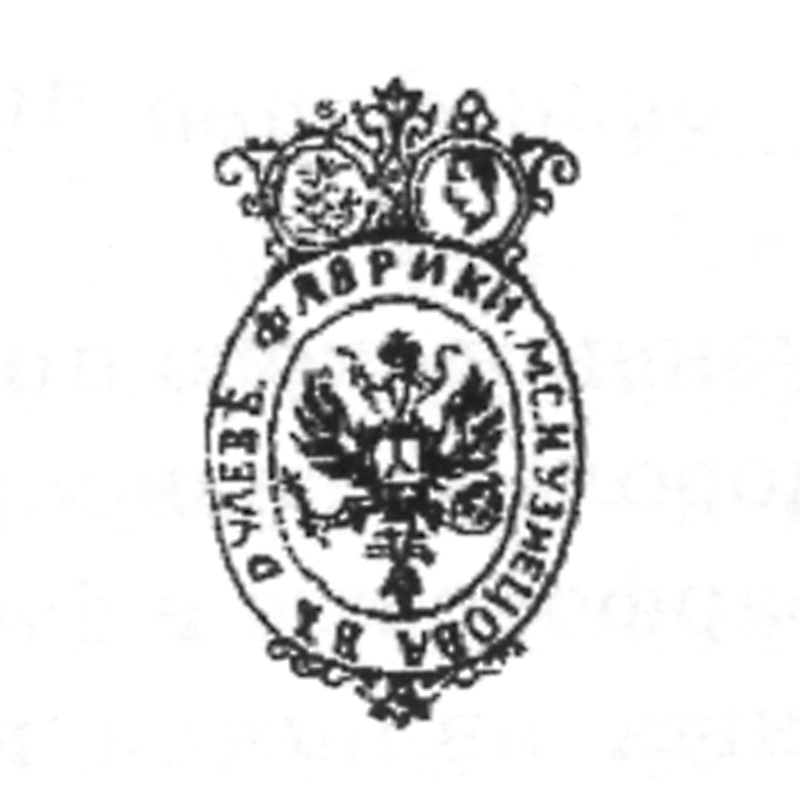
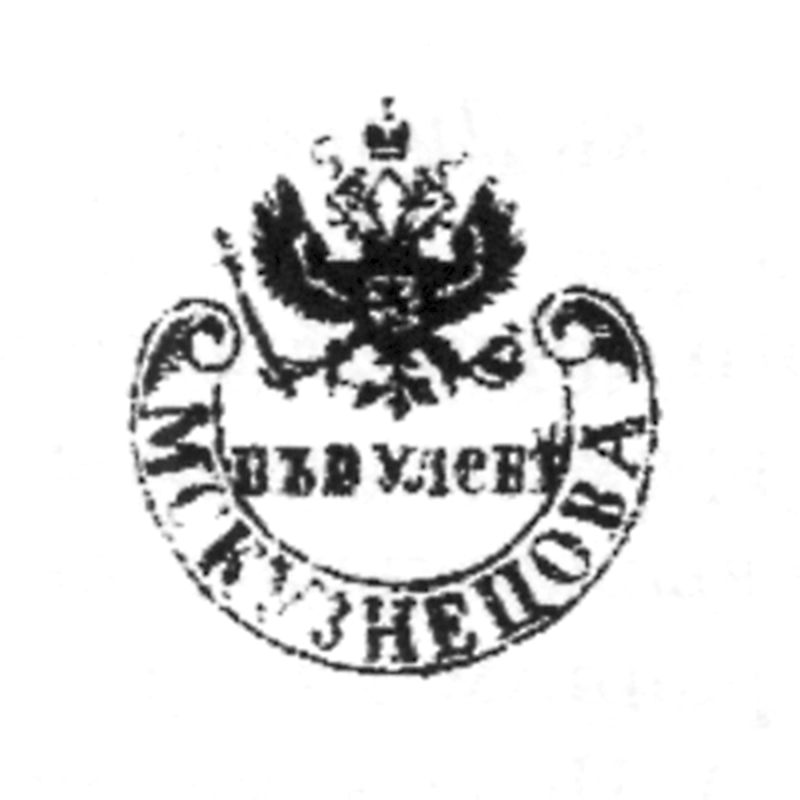
Клеймо встречалось золотого цвета
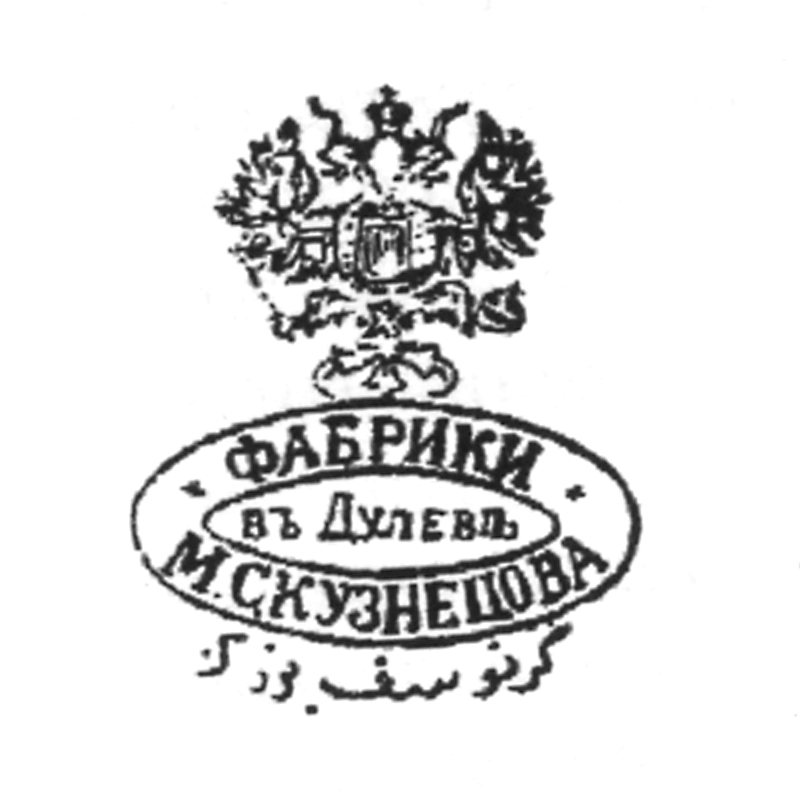
Арабская надпись характерна для восточного товара

Его сын Матвей Сидорович Кузнецов в период своей деятельности по управлению заводом в 1864—1889 гг. ставил на продукцию надглазурные марки голубого цвета.

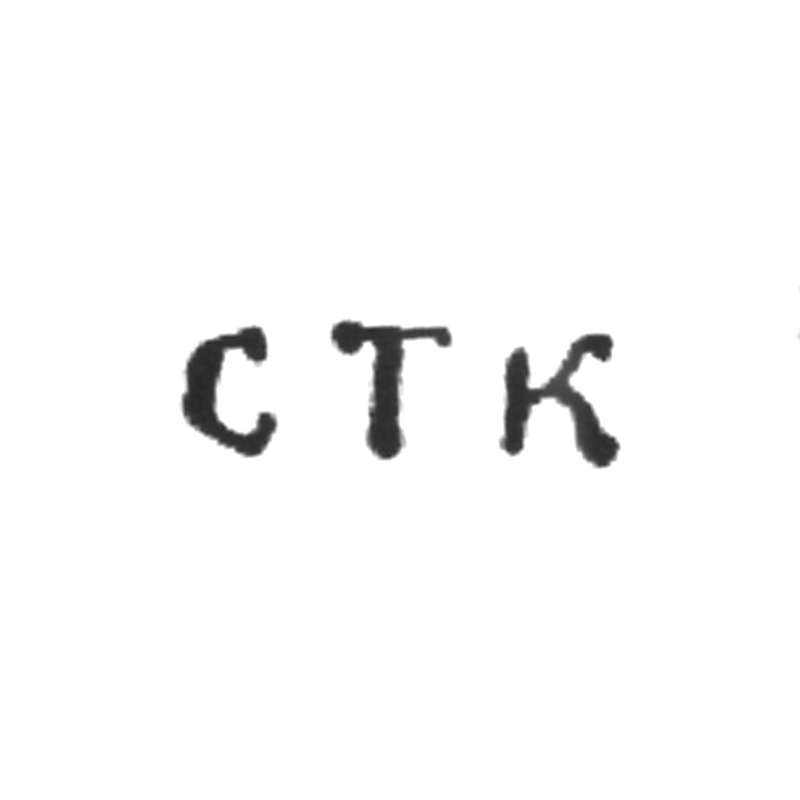
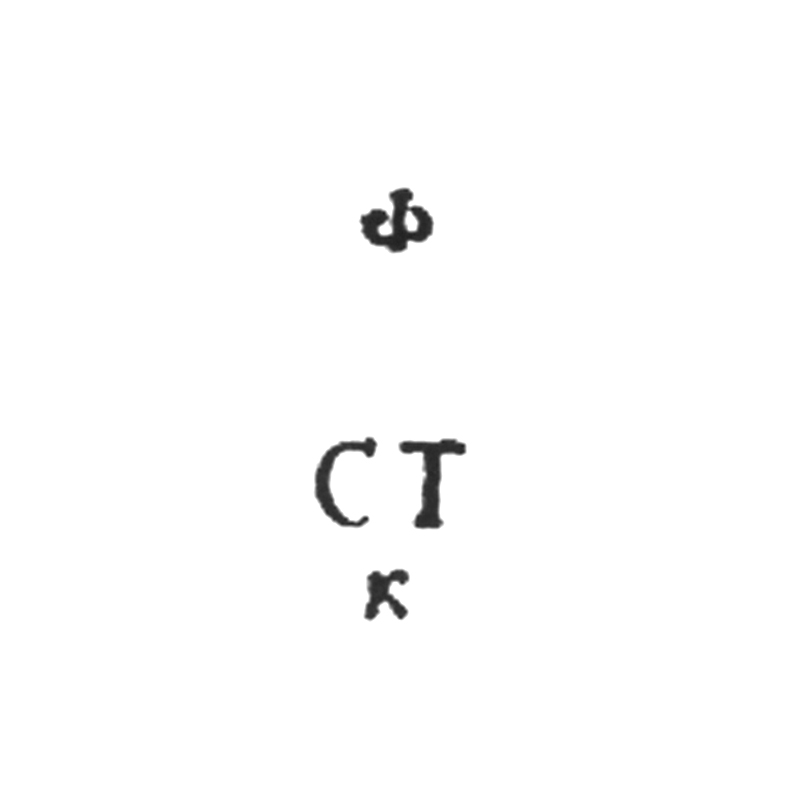
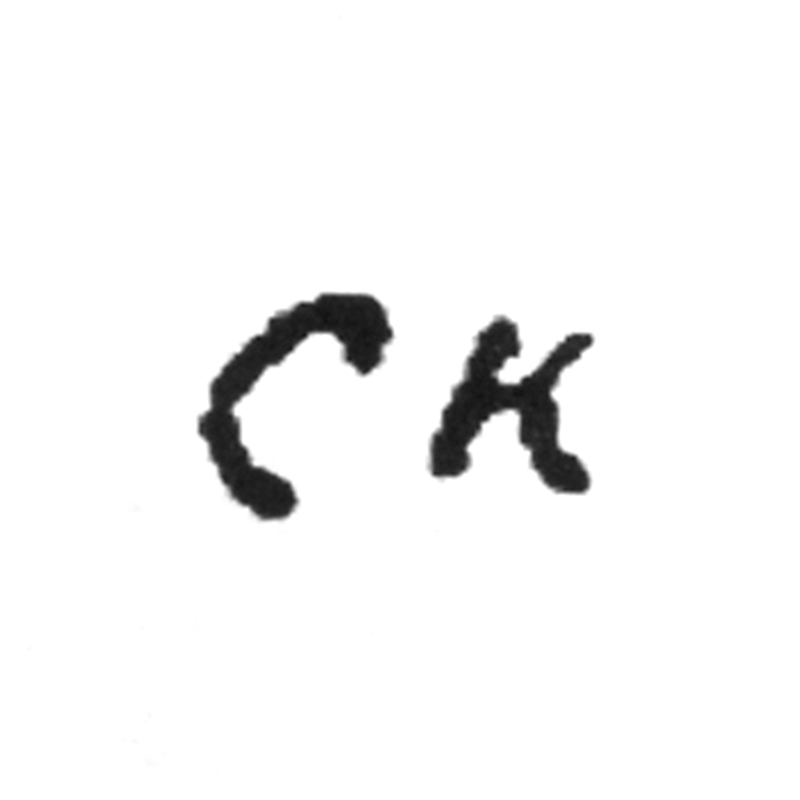
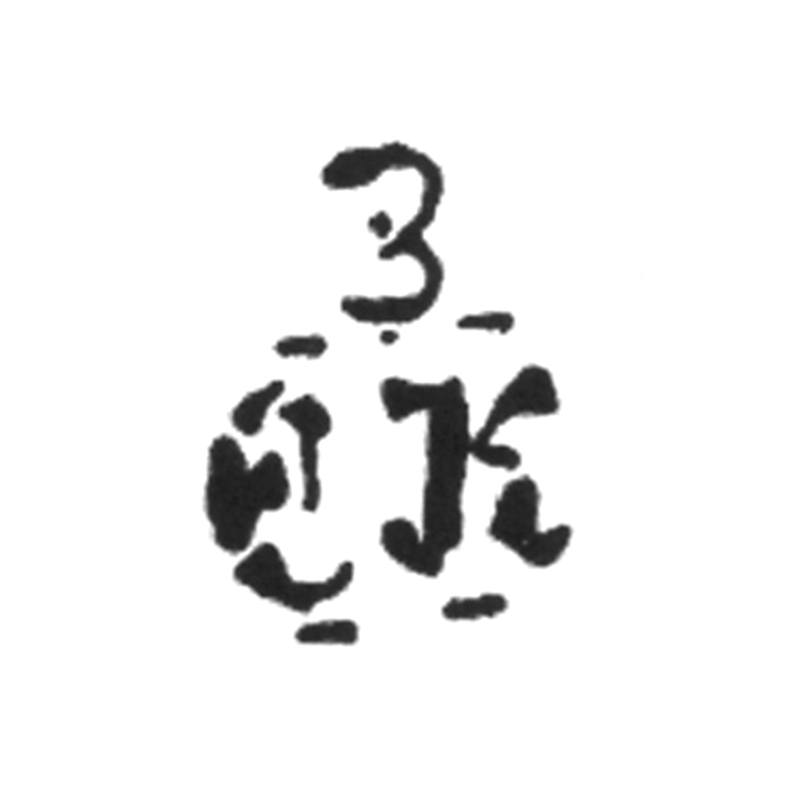
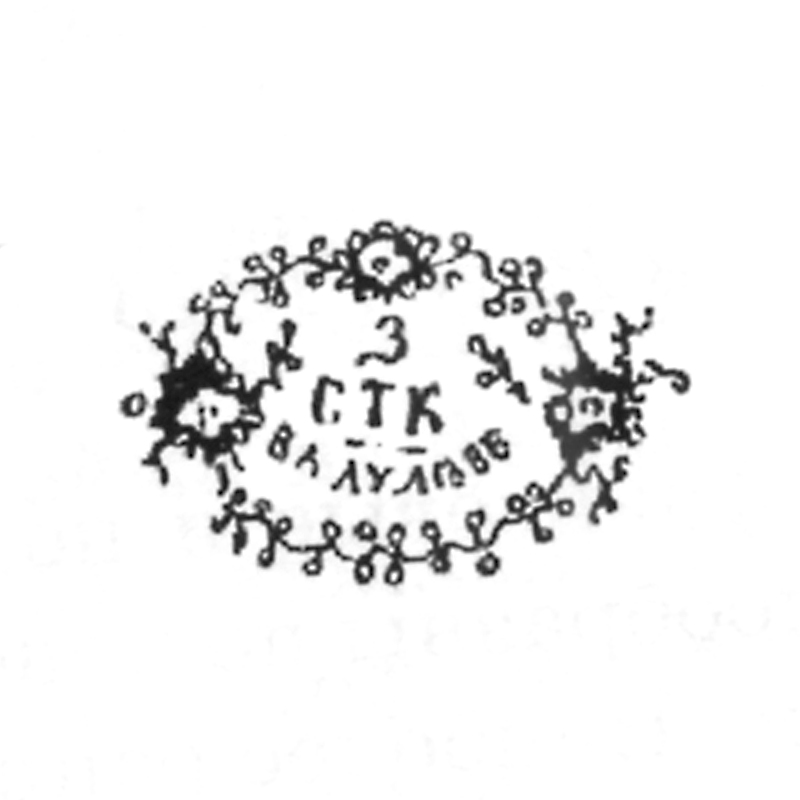
Клеймо встречалось золотого цвета
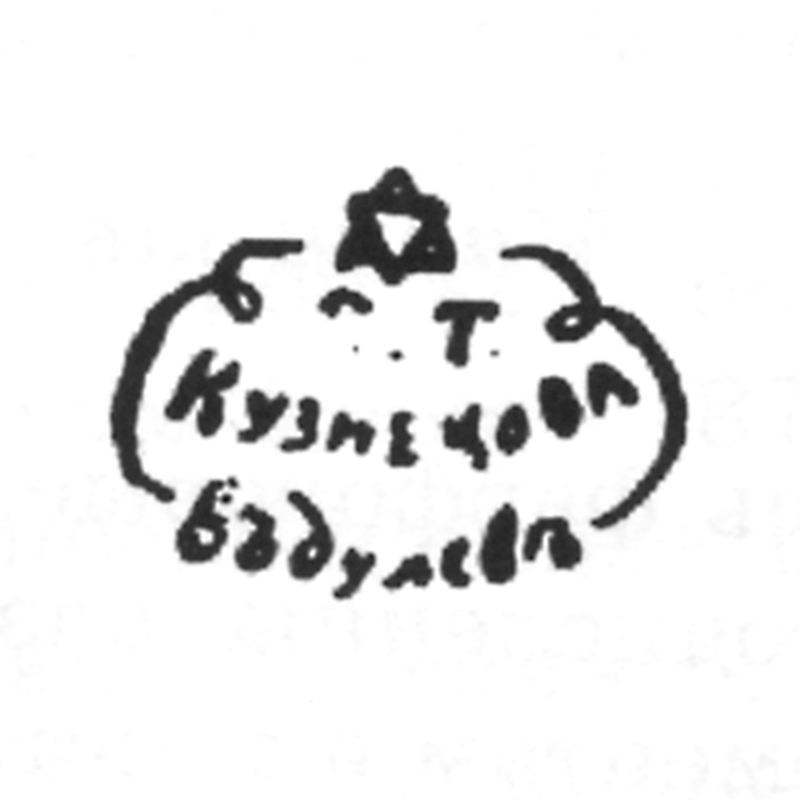
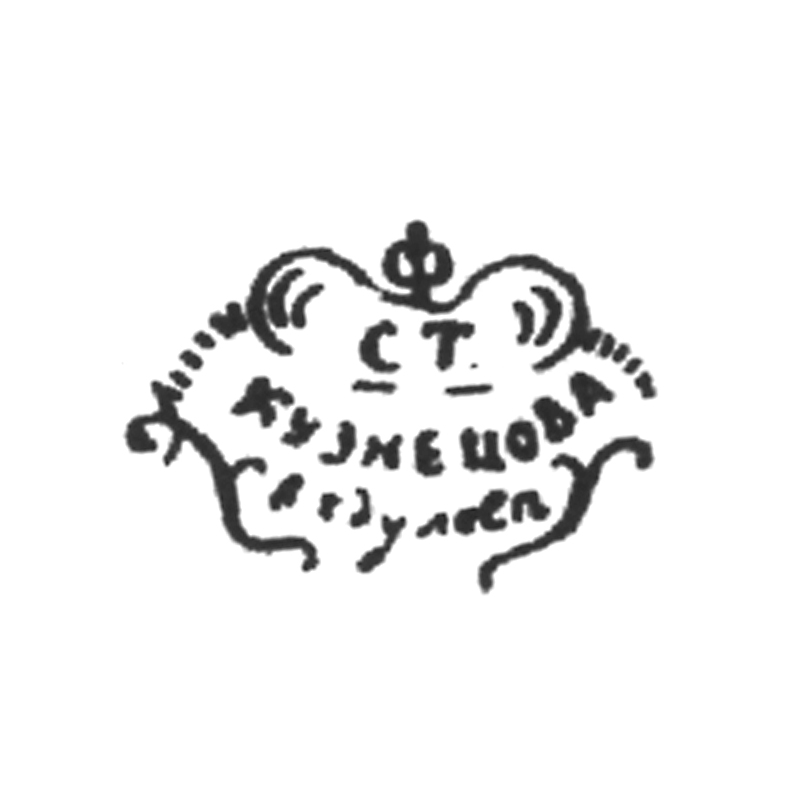

- Арабская надпись характерна для восточного товара

Ниже представлена марка завода в период Товарищества производства фарфоровых и фаянсовых изделий М. С. Кузнецовых (1889—1918 гг.)

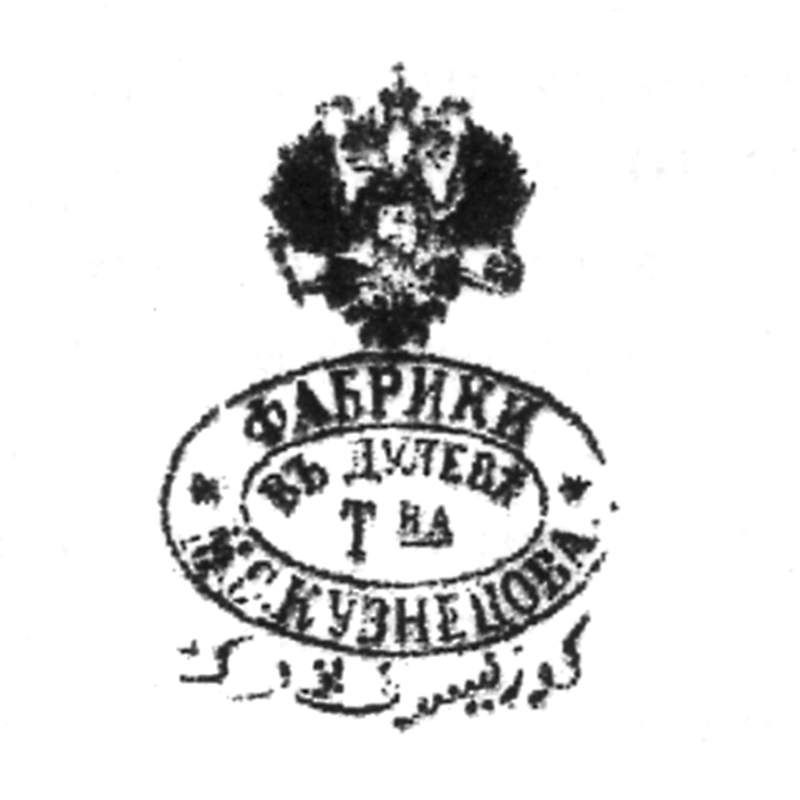
Арабская надпись характерна для восточного товара

Современным логотипом, а также клеймом (маркой) завода с 1962 года, является графическое изображение птицы сокол, которое стало использоваться после того, как на всемирной выставке в Брюсселе в 1958 году, работа «Сокол» скульптура дулёвского завода, мастера Алексея Сотникова, получила золотую медаль и «Гран-при». Изображение сокола на изделиях располагалось как справа налево, так и слева направо.

С 1952 до 1961 года клеймо выглядело в виде больших букв «ДЗ», под которыми располагалась надпись «ДУЛЕВО».

Товарный знак. Ставится на авторские работы.
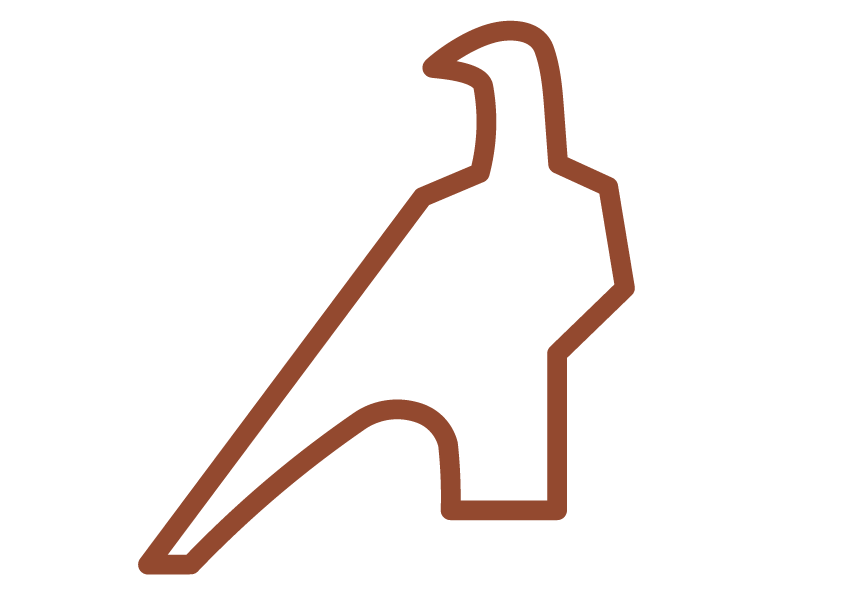
Товарный знак.

## Награды и достижения
- 1937 г. — Большая золотая медаль на Всемирной выставке в Париже за рисунок «Красавица», выполненный заслуженным художником РСФСР Леоновым Петром Васильевичем.
- 1958 г. — Большая золотая медаль на Всемирной выставке в Брюсселе за скульптуры «Сокол» и «Курица», созданные скульптором Сотниковым Алексеем Георгиевичем и за рисунок «Золотой олень», выполненный заслуженным художником РСФСР Леоновым Петром Васильевичем.
- 1976 г. — Орден Ленина — «за выдающиеся достижения в развитии фарфоровой отрасли»[1].

## Музей
Новый современный музей Дулевского фарфорового завода открылся после реконструкции 26 ноября 2014 года. В торжественном открытии музея приняли участие глава Орехово-Зуевского района Б. В. Егоров, министр культуры Московской области О. А. Рожнов, депутат Московской областной Думы, директор ООО «Дулевский фарфор» Э. Н. Живцов, и другие приглашенные гости. Новый музей — уникальный в своем роде в восточном Подмосковье. Ведь по дулевскому фарфору можно изучать всю историю России. На чашках, блюдцах и тарелках запечатлены взгляды, люди, исторические события, происходившие на протяжении почти двух столетий.
Музей расположился на 5-м этаже административного здания завода и занимает весь этаж. Территория музея составляет более 1 200 кв.м.
В музее представлена богатейшая коллекция фарфоровых изделий, произведенных на заводе, начиная от мастеров кузнецовской эпохи и заканчивая работами современных живописцев. Здесь находятся авторские работы художников П. В. Леонова, И. Г. Конькова, В. Ф. Колосова, А. И. Прохорова, Ф. Ф. Маслова, В. К. Яснецова, С. Г. Аникина, С. Е. Медведева, скульпторов А. Г. Сотникова, П. М. Кожина, А. Д. Бржезицкой, О. М. Богдановой, Н. А. Малышевой, Г. Д. Чечулиной, Е. И. Гатиловой и многих других мастеров, чьи работы также украшают экспозиции известных музеев, частных коллекций в нашей стране и за рубежом. Вся коллекция музея собрана благодаря бережности заводчан.
Музей состоит из трёх залов.
В историческом зале находятся документы и экспонаты, подробно рассказывающие об истории завода.
Авторский зал, посвящён художникам и скульпторам, которые работали на заводе в разные годы, а также тем, кто работает в настоящее время. В большом зале представлена обширная экспозиция изделий, сделанных в различных стилях и художественных направлениях. Каждая витрина в этом зале рассказывает о творчестве художника или скульптора. Вот, например, к блюду «Садко» приложил свою талантливую руку сам Михаил Врубель. Здесь также представлены скульптуры Ольги Богдановой и Павла Кожина, Нины Малышевой и Алексея Сотникова. Есть в коллекции музея работы не больше спичечного коробка. И напольные — более полуметра высотой. Работа Веры Мухиной «Партизанка» посвящена подвигу Зои Космодемьянской. Вера Мухина приехала в Дулево холодной зимой 1942 года и от железнодорожной станции шла пешком с тяжелым пластилиновым макетом в руках. А рядом расположено блюдо с картой Сталинградской битвы, чашки с портретами маршалов Жукова и Рокоссовского.
Экспозиция посвященная сказкам - наполнена скульптурами принцесс и жар-птиц, диковинных животных, и другими персонажами русских сказок.
Самый старый экспонат, представленный в музее, датирован второй половиной девятнадцатого века.
На предприятии проводятся интересные экскурсии, в ходе которых посетители могут не только посмотреть на музейные экспонаты, но и ознакомиться с производством и узнать, как изготавливается фарфор в производственном цехе.Попробовать свои силы на занятиях в мастер-классе по росписи фарфора.